# 深圆齿堇菜
深圆齿堇菜（学名：Viola davidii）也称浅圆齿堇菜，为堇菜科堇菜属的植物，为中国的特有植物。分布于中国大陆的广东、云南、湖南、贵州、广西、湖北、陕西、福建、四川等地，生长于海拔300米至2,000米的地区，一般生于山坡草地、溪谷、林缘、林下及石上阴蔽处，目前尚未由人工引种栽培。